# Songieu
Songieu és un municipi francès situat al departament de l'Ain i a la regió d'Alvèrnia-Roine-Alps. L'any 2017 tenia 126 habitants.

## Demografia

### Població
El 2007 hi havia 55 famílies de les quals 12 eren unipersonals (8 homes vivint sols i 4 dones vivint soles), 27 parelles sense fills i 16 parelles amb fills.

La població ha evolucionat segons el següent gràfic:

### Habitatges
El 2007 hi havia 124 habitatges, 54 eren l'habitatge principal de la família, 63 eren segones residències i 7 estaven desocupats. 101 eren cases i 22 eren apartaments. Dels 54 habitatges principals, 45 estaven ocupats pels seus propietaris i 9 estaven llogats i ocupats pels llogaters; 1 tenia una cambra, 2 en tenien dues, 6 en tenien tres, 13 en tenien quatre i 32 en tenien cinc o més. 40 habitatges disposaven pel capbaix d'una plaça de pàrquing. A 25 habitatges hi havia un automòbil i a 22 n'hi havia dos o més.

## Economia
El 2007 la població en edat de treballar era de 61 persones, 46 eren actives i 15 eren inactives. De les 46 persones actives 45 estaven ocupades (26 homes i 19 dones) i 1 aturada (1 home). De les 15 persones inactives 7 estaven jubilades, 4 estaven estudiant i 4 estaven classificades com a «altres inactius».

### Ingressos
El 2009 a Songieu hi havia 59 unitats fiscals que integraven 133 persones, la mediana anual d'ingressos fiscals per persona era de 21.520 €.

### Activitats econòmiques
Dels 4 establiments que hi havia el 2007, 2 eren d'empreses de construcció, 1 d'una empresa de comerç i reparació d'automòbils i 1 d'una empresa de serveis. Dels dos establiments de servei als particulars que hi havia el 2009, 1 era una fusteria i 1 lampisteria. L'any 2000 a Songieu hi havia nou explotacions agrícoles que ocupaven un total de 942 hectàrees.